# المهرجان الوطني لأغنية الراي بوهران

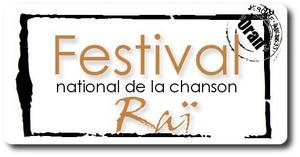
شعار المهرجان الوطني لأغنية الراي بوهران

المهرجان الوطني لأغنية الراي بوهران يقام سنويا في شهر أوت بمدينة وهران الجزائرية ويضم أكبر موسيقيي الراي المعاصرين.

## وصلات خارجية
مدونة المهرجان الوطني لأغنية الراي بوهران